# Happy Birthday (album, Pete Townshend)
Happy Birthday je kolaborační album Petea Townshenda a přátel včetně Ronnieho Lanea. Bylo vydáno v roce 1970 společností Universal Spiritual League.
Album je prvním ze série tribute alb věnovaných Townshendovu duchovnímu mentorovi Meheru Babovi a bylo původně vydáno v únoru 1970 (na výročí narození Mehera Baby 25. února).

## Seznam skladeb
| Strana 1 | Strana 1                                            | Strana 1                       | Strana 1 |
| Pořadí   | Název                                               | Umělec                         | Délka    |
| -------- | --------------------------------------------------- | ------------------------------ | -------- |
| 1.       | Content (slova Maud Kennedy)                        | Pete Townshend                 |          |
| 2.       | Evolution (slova a hudba Ronnie Lane)               | Townshend with Ronnie Lane     |          |
| 3.       | Day of Silence (slova a hudba Townshend)            | Townshend                      |          |
| 4.       | Alan Cohen Speaks (doprovod na sitár Vytas Serelis) | Meher Baba's Universal Players |          |
| 5.       | Mary Jane (slova Michael Westlake, hudba Townshend) | Townshend                      |          |
| 6.       | Alan Cohen Speaks (slova Meher Baba)                | Meher Baba's Universal Players |          |
| 7.       | The Seeker (verze, slova a hudba Townshend)         | Townshend                      |          |

| Strana 2 | Strana 2                                                 | Strana 2      | Strana 2 |
| Pořadí   | Název                                                    | Umělec        | Délka    |
| -------- | -------------------------------------------------------- | ------------- | -------- |
| 8.       | Begin the Beguine (slova a hudba Cole Porter)            | Townshend     |          |
| 9.       | With a Smile Up His Nose They Entered (hudba Ron Geesin) | Ron Geesin    |          |
| 10.      | The Love Man                                             | Townshend     |          |
| 11.      | Meditation (slova Mike Da Costa)                         | Mike Da Costa |          |